# Batuque (música)

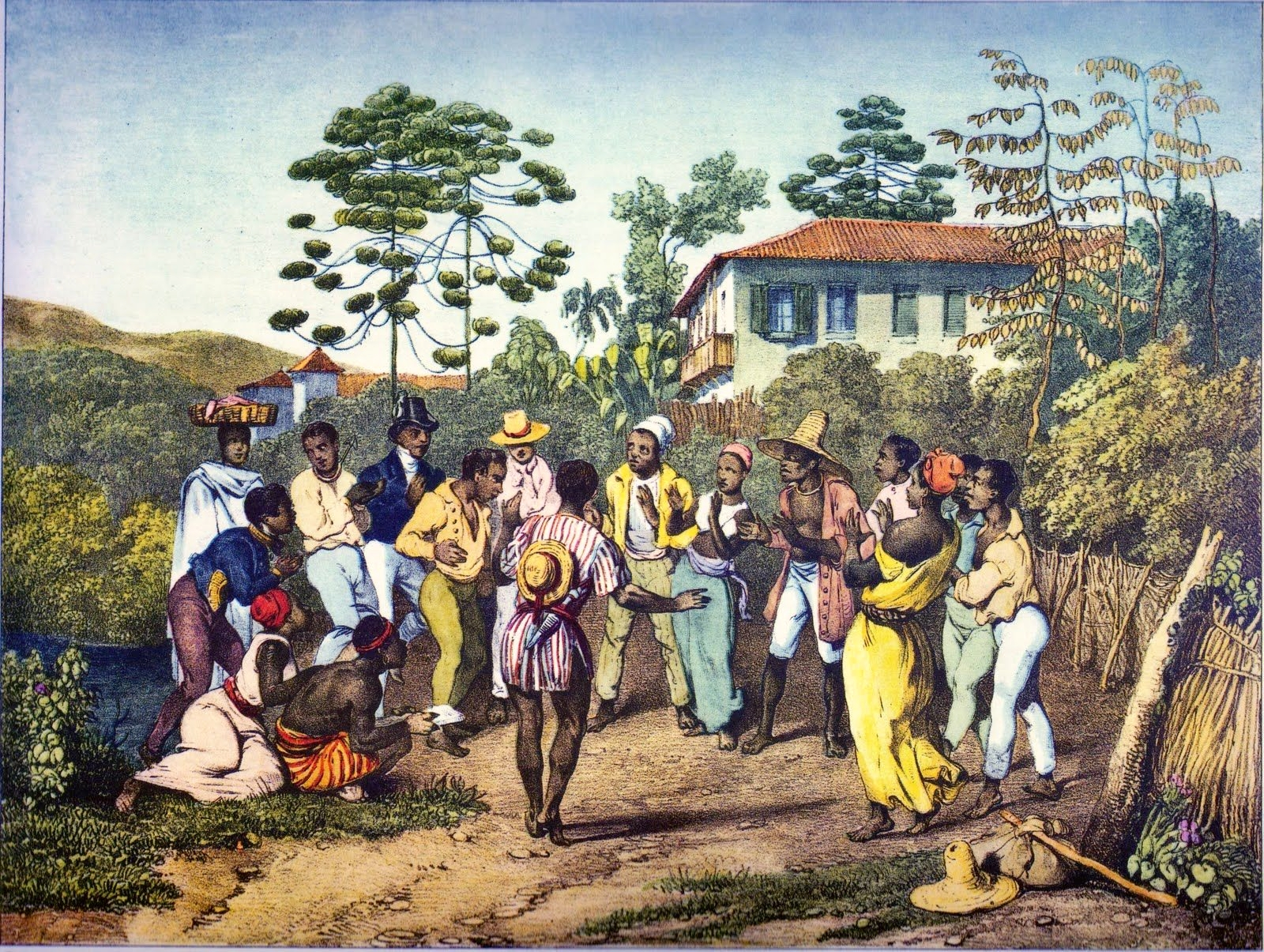
"Batuque", litografia de Rugendas (1835)

O batuque é uma denominação genérica de algumas danças afro-brasileiras acompanhadas de percussão e, por vezes, de canto. São exemplos de batuque o maracatu de baque virado, o coco e o samba de roda.

## Características
Os acontecimentos da vida cotidiana, como nascimentos, mortes, plantios, colheitas, vitórias e manifestações da natureza, eram comemorados comunitariamente com danças, músicas e baticuns. Antigamente, os toques eram também um precioso meio de comunicação entre os guerreiros e entre o divino e o profano.

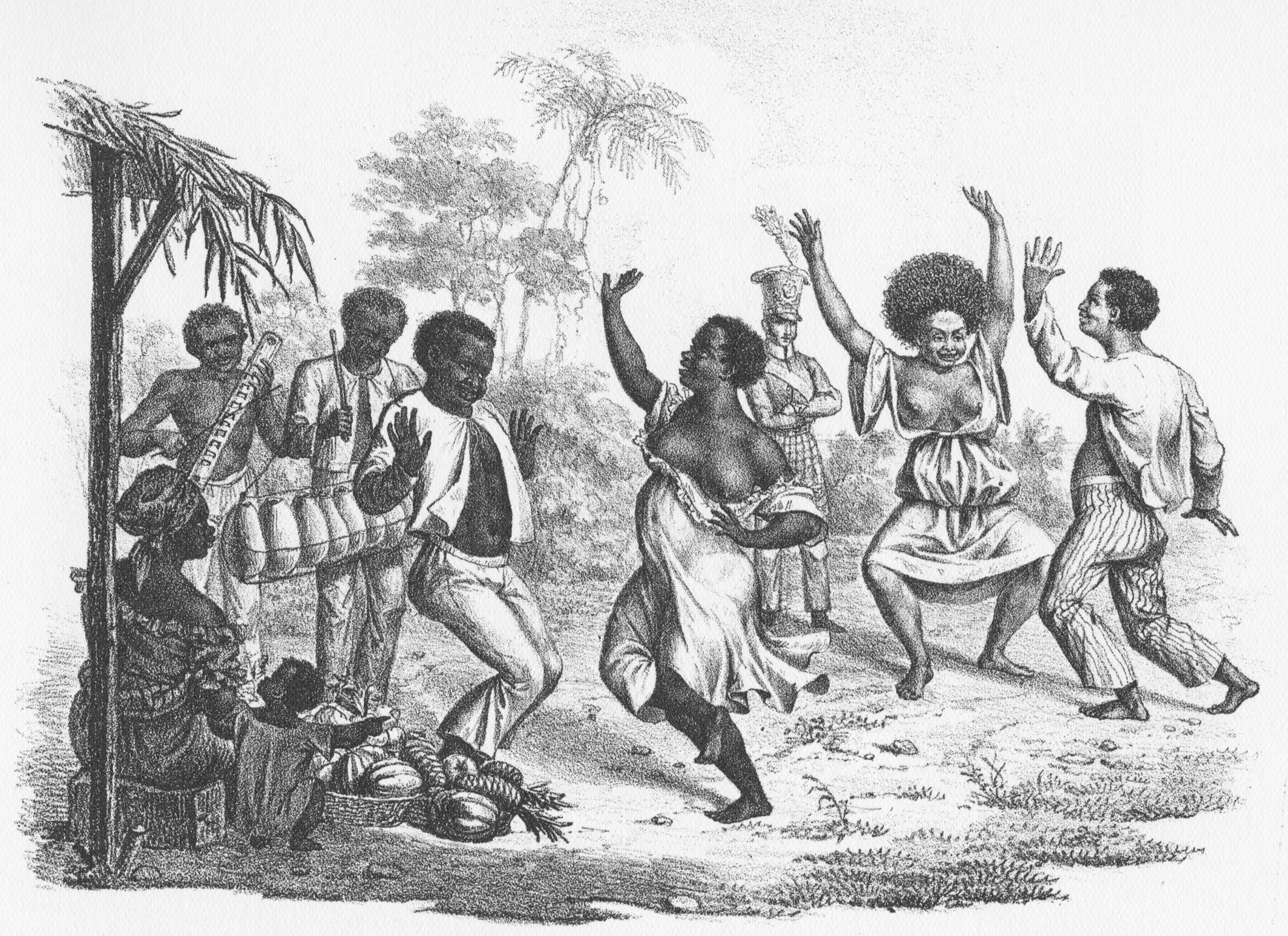
Batuque em São Paulo, gravura de Franz Xaver Nachtmann (1823-1831)

Os batuques eram realizados pelos escravos em dias de festas tais como as de santos e comemorações ligadas às famílias de senhores de escravos; após a jornada de trabalho na lavoura ou nos sábados e domingos à noite, nos terreiros das fazendas, tendo sido em tais ocasiões que os viajantes os assistiram e posteriormente registraram.